# Afonso Dhlakama
Afonso Marceta Macacho Dhlakama, né le 1er janvier 1953 et mort le 3 mai 2018, est un homme politique mozambicain et chef de la RENAMO, structure militaire anti-communiste lors de la guerre civile successive à l'indépendance du Mozambique et devenue le principal parti d'opposition au FRELIMO dans les années 1990.

## Biographie
Afonso Dhlakama est né à Mangunde, dans la province de Sofala. Pendant la guerre d'indépendance, il rejoint les troupes coloniales portugaises et intègre ultérieurement, par anticommunisme, la RENAMO dès sa fondation en 1975. À la mort d'André Matsangaissa, tué par les forces gouvernementales en 1979, Dklakama prend la tête de la RENAMO, et en devient président malgré la concurrence du secrétaire général de ce mouvement, Orlando Cristina, qui meurt assassiné en 1983.
Financée et entrainée par le régime ségrégationniste de Rhodésie du Sud et celui de l’apartheid en Afrique du Sud, la RENAMO se rend responsables d'exactions et se fait connaitre comme l'un des groupes militarisés les plus violents d'Afrique. La guerre fait un million de morts et 4 millions de déplacés. Mais à l'époque, il incarne aussi la résistance au FRELIMO, un mouvement communiste (dans un contexte de guerre froide), qui fait alors régner sur le pays un régime dictatorial.
À la signature des accords de paix en octobre 1992, il conserve la tête de l'organisation qui se transforme en un parti politique.
Dhlakama a été candidat et défait à toutes les élections présidentielles qui se sont tenues au Mozambique depuis 1994, qui, pour son mouvement sont entachées de fraudes. Des affrontements reprennent en 2013,,.
Le 3 mai 2018 Afonso Dhlakama décède d'une crise cardiaque, interrompant des pourparlers pour mettre fin aux affrontements armés. Sur le terrain politique, l'opposition au FRELIMO est notamment incarnée par la nièce d'Afonso Dhlakama, élue au parlement, Ivone Soares,.